# Gustaf de Laval

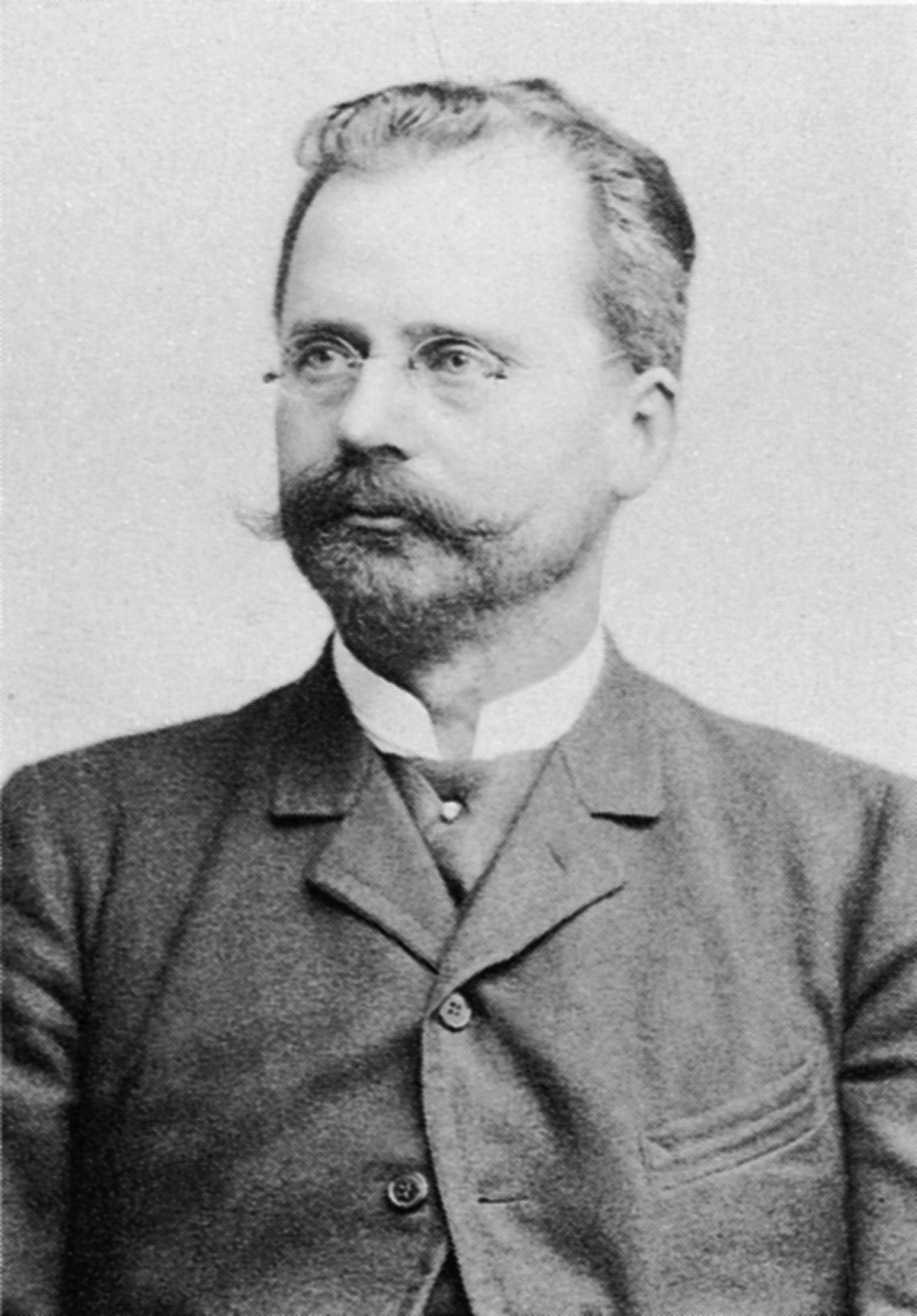
Gustaf de Laval

Carl Gustaf Patrik de Laval (Orsa, 9 mei 1845 - Stockholm, 2 februari 1913) was een Zweedse ingenieur en uitvinder die een belangrijke bijdrage leverde aan het ontwerp van de stoomturbine en de zuivelindustrie.
Hij volgde een opleiding aan de Technische Hogeschool in Stockholm en studeerde af als werktuigbouwkundig ingenieur in 1866. In 1872 promoveerde hij in de scheikunde in Uppsala.
In 1887 bouwde hij een kleine stoomturbine om te laten zien dat zo'n machine gebouwd kon worden op die schaal en in 1890 ontwikkelde hij een straalpijp om de invoersnelheid van de stoom in de turbine te maximaliseren. Deze is bekend geworden als een Lavalstraalpijp en is van groot belang gebleken in het ontwerp van raketten. De omwentelingssnelheden die Lavals turbines bereikten vereisten ook een nieuwe benadering van de overbrenging, die vandaag de dag nog steeds wordt gebruikt.

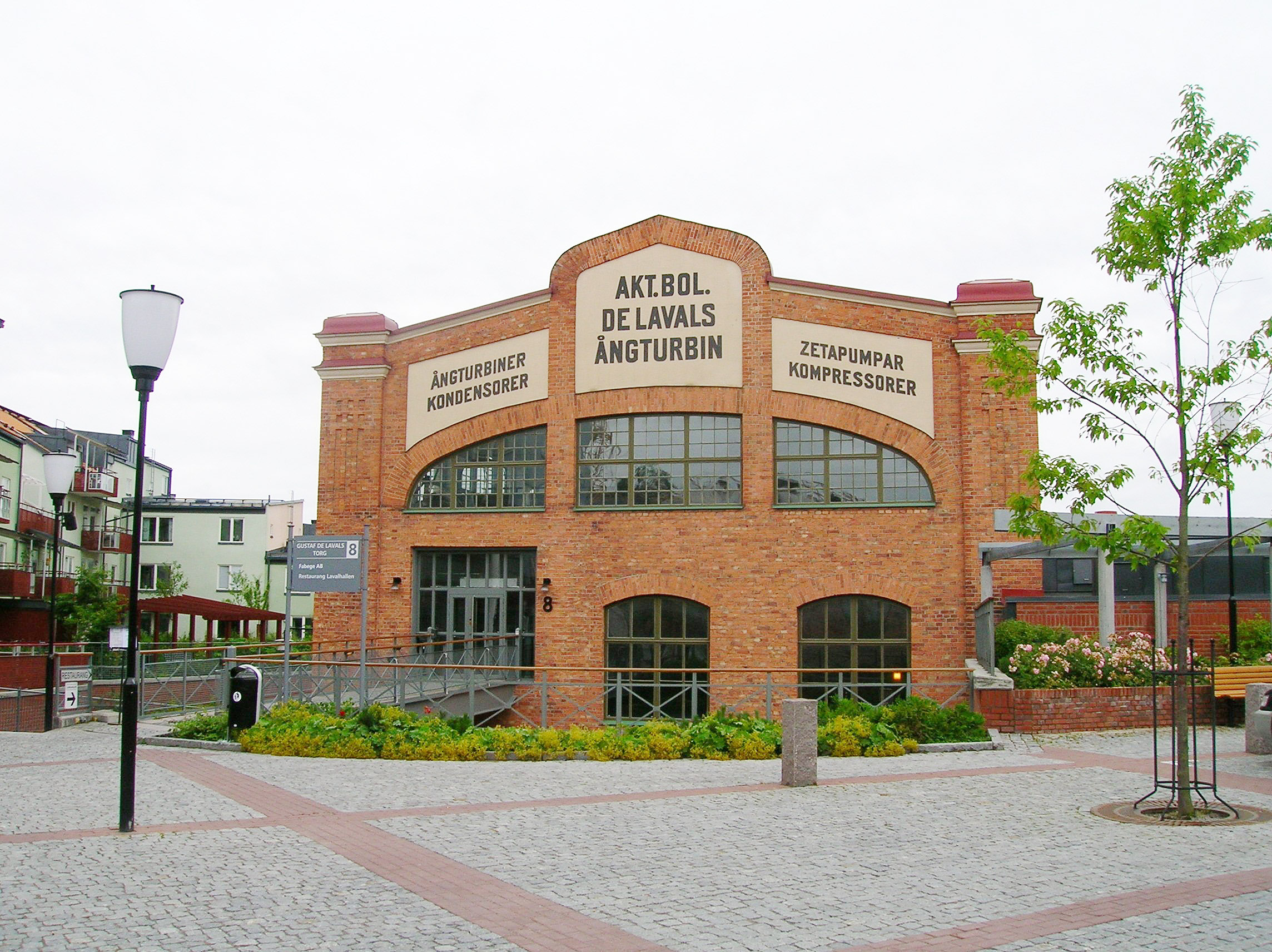
Voormalige De Laval stoomturbinefabriek, nu in gebruik als conferentiecentrum, in Nacka, buiten Stockholm

De Laval leverde ook belangrijke bijdragen aan de zuivelindustrie, waaronder de eerste centrifugale roomseparator en de vroege melkmachines, waarvan de eerste gepatenteerd werden in 1894. Samen met Oscar Lamm, richtte De Laval het bedrijf Alfa Laval op in 1883, onder de toenmalige naam AB Separator (de naam Alfa Laval werd in 1963 aangenomen).